# 陈萍 (江苏全国人大代表)
陈萍（1958年—），女，江苏铜山人，汉族，中华人民共和国政治人物、第十一届全国人民代表大会江苏地区代表。
毕业于江苏省委党校政治经济学专业。加入民革。担任徐州市农科院院长。2008年起担任全国人大代表。